# Pumori
Der Pumori (oder Pumo Ri) ist ein Berg im Himalaya an der Grenze zwischen Nepal und China, ungefähr acht Kilometer westlich des Mount Everest.
Pumori bedeutet in der Sprache der Sherpa „Unverheiratete Tochter“ und wurde von George Mallory gewählt. Bergsteiger nennen den Pumori manchmal auch „Tochter des Mount Everest“.

## Besteigungsgeschichte
Die Erstbesteigung des Pumori gelang 1962 Ernst Forrer, Ueli Hürlemann und Gerhard Lenser, Mitgliedern einer deutsch-schweizerischen Expedition.
Im Jahr 2001 gelang den Schweizer Extrembergsteigern Ueli Steck und Ueli Bühler die Erstbegehung der Westroute (1400 m M4/80 Grad Eis). Obwohl die beiden im Aufstieg von einer Lawine erfasst wurden, gelang ihnen die erfolgreiche Begehung.
Ein Nebengipfel des Pumori ist der Kala Patthar (5675 m), dessen Südgipfel (5545 m) wegen seiner Aussicht auf Mount Everest, Lhotse und Nuptse und wegen seiner Nähe zur Trekkingroute ins Everest-Basislager der Südseite häufig bestiegen wird – denn das Basislager gestattet aufgrund seiner Tallage im Bogen des Khumbu-Gletschers keinen Blick auf den Everest-Gipfel.
Der Pumori wird heute oft bestiegen. Die leichteste Route hat Schwierigkeitsgrad III.

## Bilder

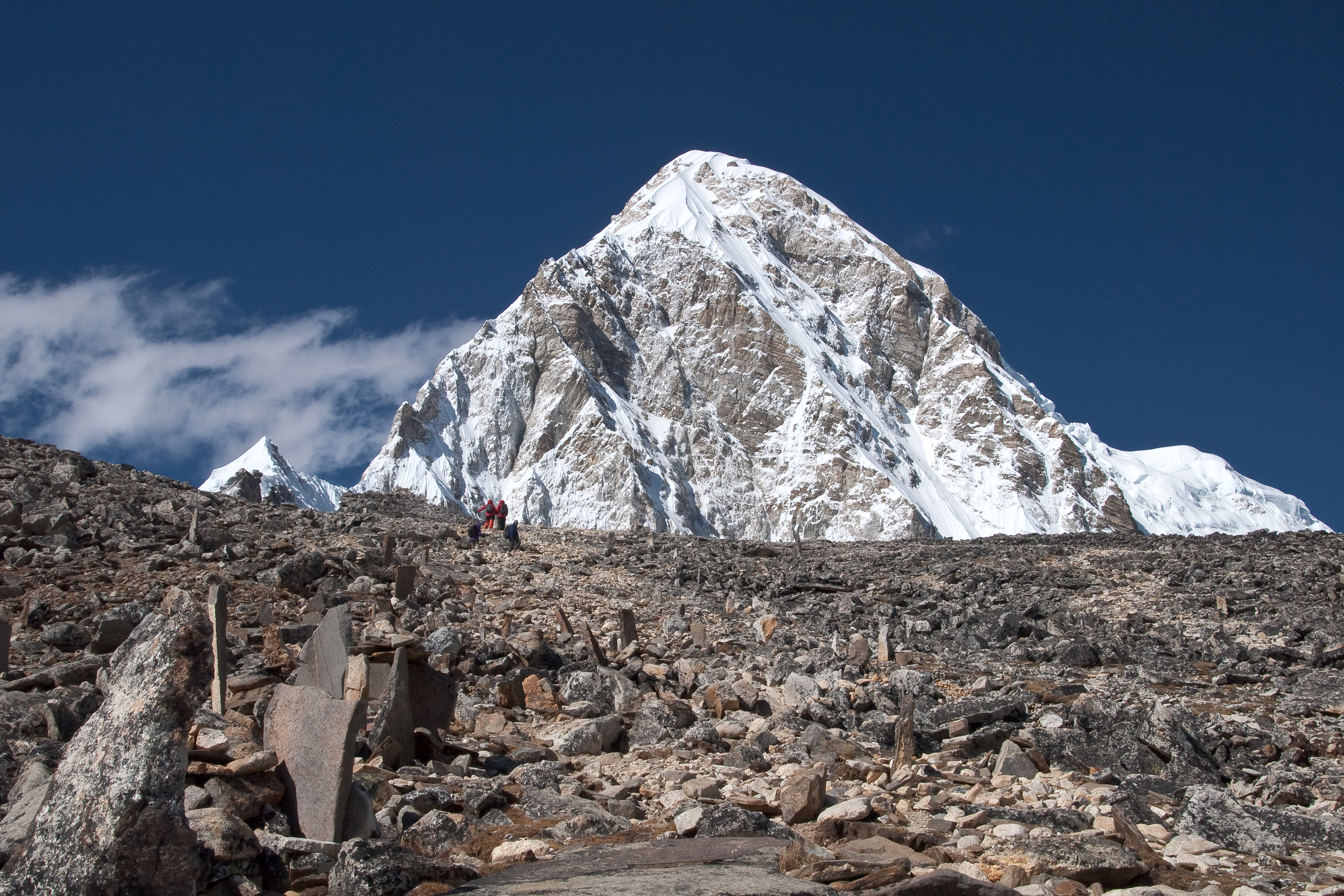
Pumori oberhalb des Kala Patthar
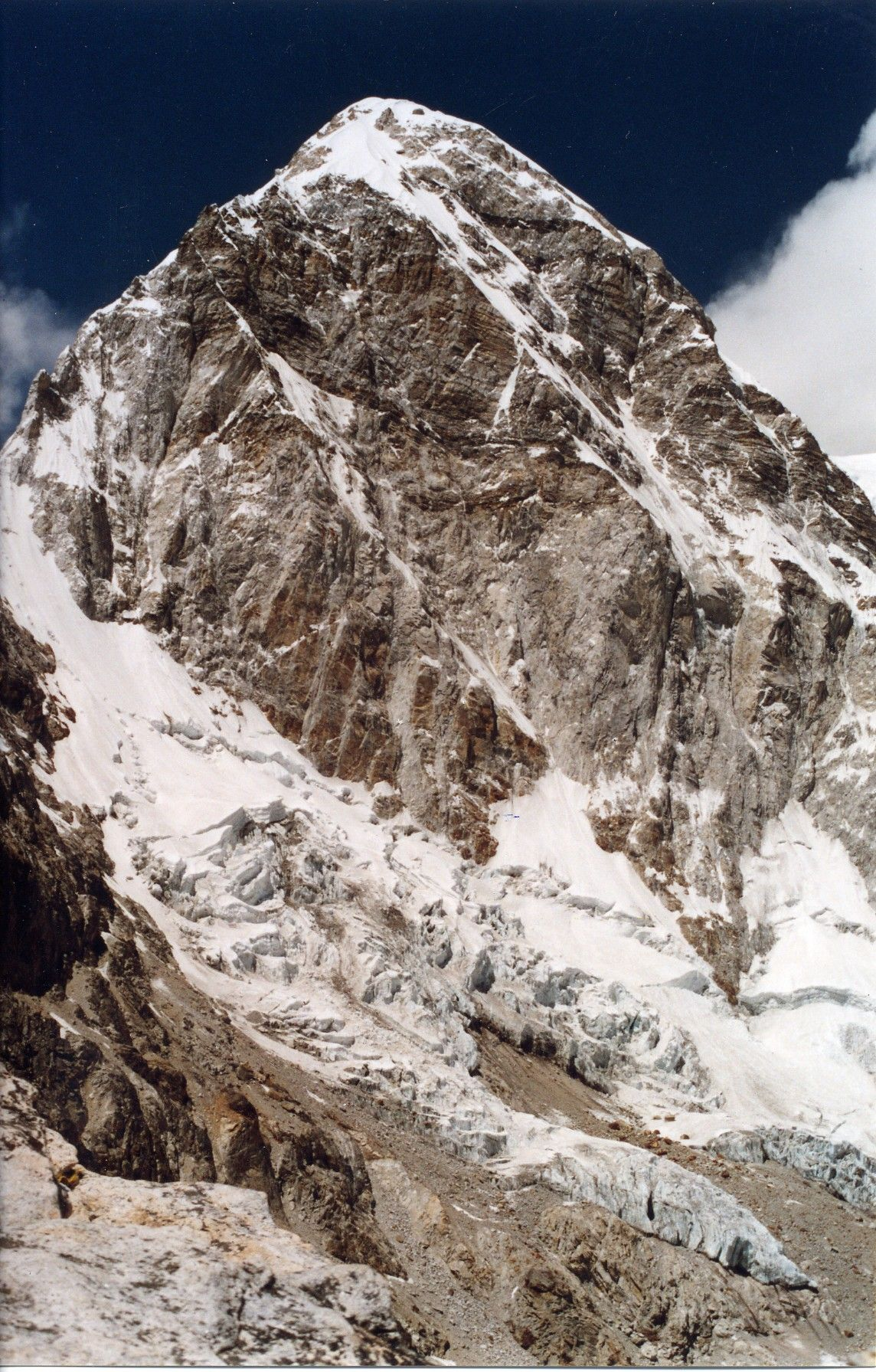
Pumori vom Gipfel des Kalar Patthar
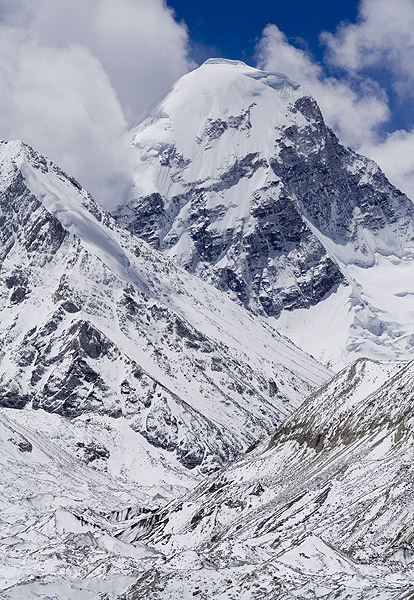
Nordseite des Pumori von Tibet aus